# Victor Stiebel

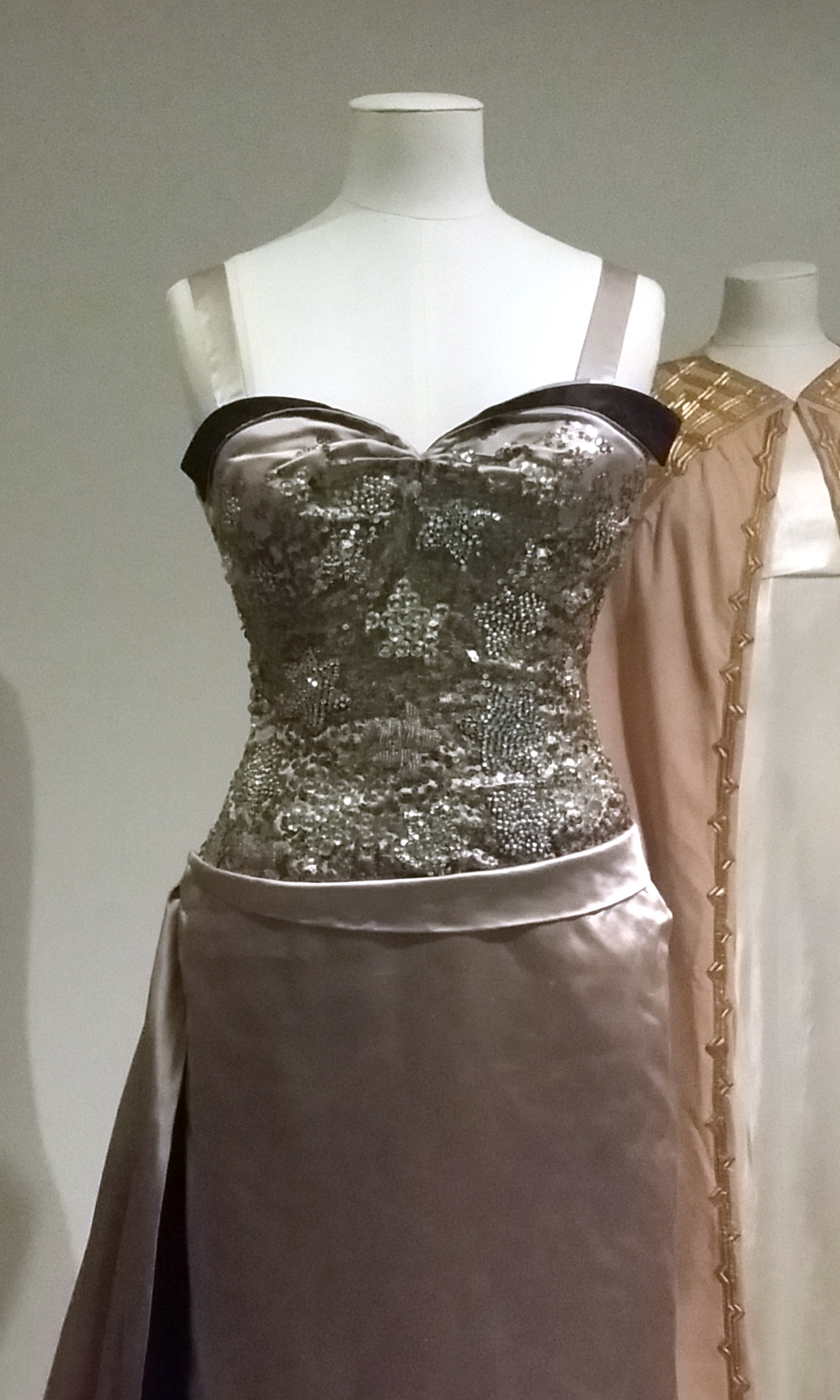
Aftonklänning i sidensatin designad av Victor Stiebel.

Victor Frank Stiebel, född 14 mars 1907 i Durban, Sydafrika, död 6 februari 1976 i London, var en brittisk modeskapare. Han öppnade sitt första modehus i London 1932. Han var medlem av Incorporated Society of London Fashion Designers.

## Biografi
Victor Stiebel föddes i Durban i Sydafrika 1907. År 1924 reste han till Cambridge för att studera arkitektur vid Jesus College. Efter att ha designat kläder för universitetets teater började han att 1929 gå i lära hos modehuset Reville, som var hovleverantör. Tre år senare, 1932, öppnade Stiebel sitt eget modehus vid Berkeley Square i London. Under andra världskriget drevs Stiebels företag av modehuset Jacqmar. Senare efterträdde Stiebel Bianca Mosca som modedirektör vid huset Jacqmar och hans etikett gick under den officiella benämningen Victor Stiebel at Jacqmar. År 1958 blev han ånyo oberoende och etablerade sitt modehus vid Cavendish Square i London.
Stiebel erfor stor framgång och designade bland annat en klänning åt prinsessan Margaret. Bland Stiebels kunder fanns även Katharine Hepburn och Vivien Leigh. År 1963 tvingades han dock att stänga sitt modehus, då han hade drabbats av multipel skleros. Modeskaparen Hardy Amies tog då över Stiebels anställda.